# Układ chłodzenia silnika
Układ chłodzenia silnika utrzymuje temperaturę we wszystkich częściach w określonych granicach. Prawidłowa praca układu chłodzenia jest warunkiem osiągnięcia przez silnik optymalnych warunków pracy. W razie braku chłodzenia następuje wzrost temperatury  do ponad 1000 °C czynników roboczych silnika. Układ chłodzenia może pracować w dużym lub małym obiegu – dlatego, że posiada termostat. W czasie nagrzewania cieczy w układzie wzrasta ciśnienie, dzięki temu temperatura wrzenia cieczy chłodzącej podwyższa się.